# كارل ستيفان
كارل ستيفان (بالإنجليزية: Karl Stefan)‏ هو مُحرِّر وناشر وناقد رأي ‏ ورائد أعمال وسياسي أمريكي، ولد في 1 مارس 1884 في التشيك، وتوفي في 2 أكتوبر 1951 بواشنطن العاصمة في الولايات المتحدة. حزبياً، نشط في الحزب الجمهوري. وقد انتخب مستشار ‏ (1945 – 1945) وانتخب مندوب ‏ (1939 – 1939) وانتخب عضو مجلس النواب الأمريكي.